# 河北省革命委员会
河北省革命委员会是1968年2月至1980年1月间河北省的省级国家行政机关。

## 历任领导

### 前期
- 时间：1968年2月－1977年12月
- 主任：李雪峰（－1971年1月） → 刘子厚（1971年1月－）
- 第一副主任：刘子厚（－1971年1月）
- 副主任：马辉、曾美、张英辉、刘殿臣、耿长锁

### 后期
- 时间：1977年12月－1980年2月
- 主任：刘子厚
- 副主任：马辉、王金山、吕玉兰、郭志、刘英、张承先、王桂华、朱理治、兰凯民、岳宗泰、洪毅
  - 增补：李永进、耿长锁、裴仰山、王东宁、李锋、徐瑞林、张克让、王克东、吴庆诚、葛启、杨远、丁廷馨